# 維舍赫拉德
50°27′30″N 29°54′55″E / 50.45833°N 29.91528°E
維舍赫拉德（羅馬化：Vyshehrad）是位於烏克蘭北部基辅州布恰区馬卡里夫市鎮的村莊。該村面積0.12平方公里，海拔高度178米，2001年人口16，人口密度每平方公里133.3人。